# دابسماش
دابسماش (بالإنجليزية: Dubsmash)‏ تطبيق مراسلة فيديو في نظام تشغيل آي أو إس ونظام أندرويد أنشأه «جوناس دريبل»، «رولاند غرينك»، و «دانييل تاشيك». باستعماله يستطيع المستخدمون اختيار مقطع صوتي من فلم، سلسلة، أغنية، أو ظواهر شعبية على الأنترنيت وتسجيل فيديو يحركون فيه أفواههم بتزامن مع التسجيل الصوتي.

## المزايا
يمكن التطبيق مستخدميه من تحريك أفواههم مع عدة مقاطع صوتية مثل أجزاء من أغاني، أفلام، واقتباسات شهيرة. كما يستطيع المستخدمون رفع التسجيلات الصوتية الخاصة بهم وإضافة قوالب الألوان وكتابات متحركة على تسجيلاهم. يتوجب عليهم بعد ذلك حفظ مقاطع الفيديو على أجهزتهم ليتمكنوا من إرسالها ومشاركتها عبر تطبيقات المراسلة الأخرى.

## التطوير
أنشأ مطوروا التطبيق تطبيقين قبله، لكنهما لم ينجحا مثله. كان آخر تطبيق لهم قبل «دابسماش» يدعى «ستارلايز» والذي هدف لتمكين المستخدمين من صنع فيديوهات موسيقية. وبعد أن اكتشفوا أن استعمال التطبيق كان معقد، قرر المطورون أن ينتقلوا إلى فيديوهات أقصر وركزوا على جعل الاستعمال بسيطا، فانشؤوا «دابسماش».

## رد الفعل
بعد أسبوع من صدور التطبيق يوم 19 نونبر 2014 بلغ الرتبة الأولى في ألمانيا، وحقق نفس الرتبة في 29 دولة أخرى لاحقا. في يونيو سنة 2015 كان عدد تحميلات التطبيق يفوق 50 مليون تحميلا من 192 بلدا.
أعطت مجلة بي سي التطبيق تقييم 3,5/5 في مراجعتها له، ووصفته بأنه «حداثة اجتماعية مفيدة ومن الممكن أن يكون أداة كوميدية جيدة»، لكنها انتقدت جودة الفيديو المنخفضة للتطبيق.